# Fábrica de artículos científicos
La locución fábrica de artículos científicos (research paper mill en inglés), se utiliza, en el ámbito de la investigación, para referirse a aquella empresa que elabora y publica estudios científicos en revistas del área, ofreciendo la autoría a personas ajenas a la obra, a cambio de una contraprestación económica, publicando los trabajos como investigaciones legítimas. Algunas de estas fábricas operan de manera sofisticada, vendiendo la autoría o coautorías en investigaciones auténticas o incluso se pueden vender citas. No obstante, en muchos casos, los artículos producidos pueden contener datos falsificados, textos plagiados o carecer de rigor científico, comprometiendo así la integridad de la publicación académica.

## Compraventa de artículos
La compraventa de artículos se realiza principalmente en China, Irán, Rusia o India, aunque alcanza al entorno académico mundial, afectando la credibilidad de las revistas académicas donde se publican. Ante esta situación, algunas revistas se ven obligadas a reforzar sus procesos de revisión para evitar estas prácticas fraudulentas.
Este fenómeno representa un grave problema de ética e honestidad en la investigación, con un impacto directo en la publicación científica. Además, los artículos pueden contener datos fabricados sin fiabilidad ni validez, lo que contribuye a la generación de ciencia basura y, en algunos casos, a la retractación de artículos en revistas científicas, académicas o médicas. En 2004, el sitio web Retraction Watch, que publica periódicamente retractaciones de artículos académicos e investigaciones científicas, contaba en su base de datos con más de 55 000 artículos retractados por no cumplir con los estándares requeridos para ser aceptados por los miembros de la comunidad científica.

## Algunos casos

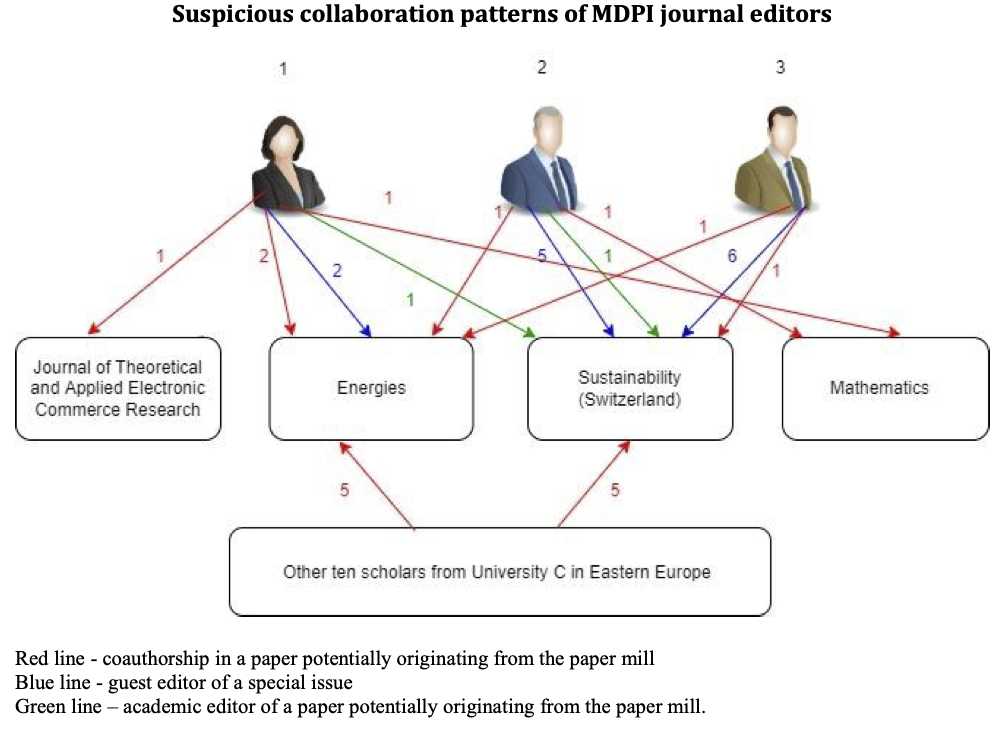
Representación de una red de publicación coordinada relacionada con la fábrica International Publisher Ltd. Figura 4 de Abalkina. (2022).

En 2021 un equipo de las Universiades de Santiago de Compostela, Brown y Yale publicó en la revista British Medical Journal un estudio que indagaba en las razones del aumento de artículos científicos retractados una vez publicados. La conclusión apuntaba a que más del 20% tenían su origen en fábricas de artículos.
A principios de 2022, Times Higher Education y Science Magazine News citaron a la fábrica de artículos fraudulentos rusa, International Publisher Ltd. que vendía orden de firma de autoría en artículos científicos a través de un sitio web. El investigador podía pagar por el prestigio académico sin realizar ninguna contribución real a la investigación. El informe identificó 419 artículos publicados en diferentes revistas académicas, con una presencia notable en revistas depredadoras. Cerca de 100 artículos aparecieron en el International Journal of Emerging Technologies in Learning (Kassel University Press), aparentemente con la colaboración de editores que gestionaban números especiales y vendían coautorías por tarifas que oscilaban entre los 150 y 4.500 euros.
El investigador de la Universidad de Cambridge Nick Wise, ha destapado fábricas de estudios científicos que operan copiando y pegando textos de procedencia diversa o elaboran mediante generadores automáticos de texto (IA), cuya autoría se vende para inflar los currículos.
Según investigaciones de Nature, muchos de los artículos publicados por revistas de prestigio tenían como origen el sitio web International Publisher, desde donde se publicitaban investigaciones en busca de autor.
En una red independiente, editores invitados y académicos asalariados de MDPI coordinaban la venta de autoría en al menos cuatro revistas distintas de la editorial, con un total de más de 20 artículos afectados. Además muchos artículos en revistas de prestigio como Elsevier, Oxford University Press, Springer Nature, Taylor & Francis, Wolters Kluwer y Wiley-Blackwell también incluyeron coautorías pagadas sin el consentimiento de los editores. En abril de 2022, muchas de estas editoriales abrieron una investigación sobre el caso.
En mayo de 2024, el The Wall Street Journal rebeló un escándalo de estudios falsos que afectó a la editorial John Wiley & Sons. Como resultado, se retiraron más de 11 300 artículos y se cerraron 19 revistas. Los artículos problemáticos estaban relacionados con Hindawi, un editor egipcio de unas 250 revistas científicas que la editorial Wiley adquirió en 2021.  El informe exponía el funcionamiento del fraude de las fábricas de artículos académicos y destacaba los esfuerzos de individuos que trabajaban por identificar y prevenir nuevos casos. Además el artículo añadía que la IA podría dificultar aún más la detección del fraude.

## Publicaciones españolas
En el ámbito de las publicaciones en español, revistas bien consideradas como Profesional de la Información y Comunicar han sido eliminadas de las clasificaciones de Web of Science y Scopus, cuyas bases de datos se usan en todo el mundo para evaluar a los científicos, por publicar artículos de dudosa calidad. Las revistas se vendieron a entramados empresariales sospechosos, lo que disparó los costes de publicación para el personal investigador y favorecieron la difusión de estudios poco rigurosos, firmados, sobre todo, por investigadores de China, Malasia, Indonesia y Arabia Saudí, con el único fin de hinchar su currículum.
Otras revistas científicas españolas vinculadas a universidades como Revista de Psicología del Deporte, Cuadernos de Economía, Cultura y Educación, Human Review o ArtsEduca, forman parte de las publicaciones vendidas a grupos empresariales extranjeros. La mayor parte de estas revistas no cobraban por publicar, pero desde su venta establecieron tarifas de más de 2 500 euros por artículo, reduciéndose el número de autores españoles para predominar los artículos procedentes de Perú, Emiratos Árabes Unidos, Arabia Saudita, Tailandia y Malasia, firmados, normalmente, por varios autores.